# Okagaki
Okagaki (jap. 岡垣町 Okagaki-machi) – miasto w Japonii, na wyspie Kiusiu, w prefekturze Fukuoka. Według danych na rok 2020 miejscowość zamieszkiwało 31 007 mieszkańców , a gęstość zaludnienia wyniosła 637,5 os./km².